# Салін (округ, Міссурі)
Шаблон:StateAbbr_ 39°08′ пн. ш. 93°12′ зх. д. / 39.14° пн. ш. 93.2° зх. д.
Округ Салін (англ. Saline County) — округ (графство) у штаті Міссурі, США. Ідентифікатор округу 29195.

## Демографія
За даними перепису
2000 року
загальне населення округу становило 23756 осіб, зокрема міського населення було 12658, а сільського — 11098.
Серед мешканців округу чоловіків було 11643, а жінок — 12113. В окрузі було 9015 домогосподарств, 6017 родин, які мешкали в 10019 будинках.
Середній розмір родини становив 2,97.
Віковий розподіл населення поданий у таблиці:
| Стать    | До 15 років | 15-21 | 22-29 | 30-39 | 40-49 | 50-65 | 65-85 | Понад 85 |
| -------- | ----------- | ----- | ----- | ----- | ----- | ----- | ----- | -------- |
| Чоловіки | 2389        | 1583  | 1154  | 1467  | 1703  | 1832  | 1342  | 173      |
| Жінки    | 2319        | 1356  | 1040  | 1554  | 1608  | 1886  | 1916  | 434      |

## Відомі уродженці
- Джон Мармадьюк (1833—1887) — американський військовий діяч.

## Суміжні округи
- Черітон — північний схід
- Говард — схід
- Купер — південний схід
- Петтіс — південь
- Лафаєтт — захід
- Керролл — північний захід

## Виноски
1. ↑  U.S. Decennial Census. United States Census Bureau. Архів оригіналу за 12 травня 2015. Процитовано 20 листопада 2014.
2. ↑  Historical Census Browser. University of Virginia Library. Архів оригіналу за 11 серпня 2012. Процитовано 20 листопада 2014.
3. ↑  Population of Counties by Decennial Census: 1900 to 1990. United States Census Bureau. Архів оригіналу за 3 грудня 2014. Процитовано 20 листопада 2014.
4. ↑  Census 2000 PHC-T-4. Ranking Tables for Counties: 1990 and 2000 (PDF). United States Census Bureau. Архів оригіналу (PDF) за 18 грудня 2014. Процитовано 20 листопада 2014.
5. ↑  State & County QuickFacts. United States Census Bureau. Архів оригіналу за 18 липня 2011. Процитовано 14 вересня 2013. [Архівовано 2011-08-12 у Wayback Machine.](англ.) Наведено за англійською вікіпедією.
6. ↑  American FactFinder. Бюро перепису населення США. Архів оригіналу за 26 лютого 2012. Процитовано 31 січня 2008. [Архівовано 2008-05-21 у Wayback Machine.]

| США | Це незавершена стаття з географії США. Ви можете допомогти проєкту, виправивши або дописавши її. |